# Javier Sánchez Broto
Francisco Javier Sánchez Broto (Barcelona, 25 de agosto de 1971) é um ex-futebolista espanhol que atuava como goleiro.

## Carreira
Sánchez Broto atuou nas categorias de base do Real Zaragoza entre 1985 e 1990, quando foi promovido ao time B dos Blanquillos. Até 1993, o goleiro atuou em 68 jogos, sendo promovido ao time principal neste ano e disputando 4 partidas em uma temporada.
Jogou ainda por Villarreal (33 partidas), Castellón (25 partidas) e Málaga (4 jogos) até 2000, quando assinou com o Airdrieonians numa transferência livre. Em sua primeira temporada pelos Waysiders, Sánchez Broto foi campeão da Scottish Challenge Cup ao derrotar o Livingston nos pênaltis. Os problemas financeiros que causaram o encerramento das atividades do Airdrie fizeram com que o goleiro assinasse pelos Lions em 2001, sendo um dos destaques da equipe que venceu a segunda divisão escocesa, além de ser eleito o Jogador da Temporada da SPFA.
Em 2003, o Celtic contratou Sánchez Broto para suprir as ausências de Rab Douglas e Magnus Hedman, que estavam lesionados. Após 8 jogos pelos Bhoys, o goleiro voltou à Espanha para defender o Real Murcia, disputando apenas 9 partidas. Em 2004, assinou com o Getafe, que faria sua estreia na divisão espanhola. Em 20 jogos disputados com a camisa dos Azulones, foi escolhido o terceiro melhor goleiro espanhol na temporada pelo jornal Marca, além de doar um par de luvas para todos os goleiros das divisões inferiores após perder uma aposta.
Aos 34 anos, assinou com o Hércules para disputar a segunda divisão, porém não chegou a defender o clube alicantino devido a várias lesões, que obrigaram o goleiro a anunciar sua aposentadoria.

## Carreira internacional
Sánchez Broto atuou em 2 partidas pela seleção Sub-21 da Espanha, em 1993.

## Títulos
Málaga
- Segunda Divisão Espanhola: 1 (1998–99)[5]

Airdreonians
- Scottish Challenge Cup: 1 (2000–01)

Livingston
- Segunda Divisão Escocesa: 1 (2000–01)

### Individuais
- Jogador da Temporada da SPFA: 2000–01